# 克尔钦
克尔钦是德国梅克伦堡-前波莫瑞州的一个市镇。总面积14.61平方公里，总人口305人，其中男性161人，女性144人（2011年12月31日），人口密度21人/平方公里。